# Canberra Day
La Canberra Day (in italiano giornata di Canberra) è una festività pubblica tenuta il secondo lunedì del mese di marzo che viene celebrata nella regione del Territorio della Capitale Australiana, soprattutto nell'omonima città Canberra dove si festeggia l'ufficiale scelta del nome della città. 
Il nome Canberra fu scelto il 12 marzo 1913 da Lady Denman, moglie del governatore Lord Denman, in una cerimonia a Kurrajong Hill.
Il 3 marzo 2007 il ministro laburista della regione Andrew Barr ha spostato la festività al 2º lunedì di marzo perché questo giorno cade più vicino al giorno dell'anniversario della fondazione di Canberra.